# Bodsjöedet
Bodsjöedet är en by utmed Skalstugevägen (länsväg 322) i Åre kommun, Jämtland, cirka 10 km från väg E14. Byn är belägen utmed sydvästra sidan av älven mellan Bodsjön och Tännsjön. Närmsta by väster om Bodsjöedet är Bodsjöbränna, närmast i öster är avfartsvägen till Tännforsen och närmaste by därefter är Staa.

## Jaktvilla
År 1889 köpte grosshandlaren Conrad Hammarström en större skogsfastighet med tillhörande fiskevatten vid Bodsjöns strömmande utlopp. På det gamla färjemansbostället lät han uppföra en jakt- och fiskevilla. Villan, som är tydligt inspirerad av nyrenässansen, stod klar 1893. Till fastigheten hörde också en mindre stuga på Granudden i Bodsjöns västra del.
Villan blev på sätt och vis centrum för sportfiskets introduktion i Sverige. Bodsjön är känd för sin talrika och grova öring. Tack vare Bodsjöns grunda vattendjup, i snitt 2,5 meter, värms vattnet under sommartid upp och blir näringsrikt.
Conrads söner, Terje och Rudolf, bjöds talrika tillfällen att lära sig framförallt flugfiskets teknik av faderns många besökare. Med tiden blev de skickliga fiskare som kände varje hölja mellan Gevsjön och Åresjön. Rudolf utbildade sig därefter till officer vid Norrlands dragoner men blev, när tidningen Från Skog & Sjö startade 1908, Sveriges första sportfiskejournalist. Under den tid Hammarström ägde villan kom många prominenta fiskegäster på besök, bland andra besökte den siste ryske tsaren Nikolaj II villan 1914.
Den 15 december 1917, efter Conrad Hammarströms bortgång, sålde änkan Brita Hammarström en stor del av fastigheten till en Karl Erik Kallin. Vid försäljningen undantogs dock själva villan med tillhörande parktomt, ett garage, ett båthus, en jordkällare samt en isbod. Likaså förbehöll sig säljarna fortsatt rätt till fisket i sjön. Redan ett drygt år senare, den 29 maj 1918, sålde Brita Hammarström 3/4-del av sin återstående äganderätt av villan till en Viktor Wallenberg. Den 7 juni 1922 sålde i sin tur Wallenberg fastigheten till Paul Bellander. 1924 fullföljdes Bellanders köp av resterande delar av villan, som dittills legat i Rudolf Hammarströms ägo. Paul Bellander var vid denna tidpunkt en av förgrundsgestalterna för flugfisket i Sverige.
År 1926 köpte Philip Remington från Liverpool villan. Remington kallades bomullskungen eftersom han gjort sig en förmögenhet på bomullsplantager i Venezuela. Remington var en passionerad flugfiskare. Sedan dess har villan också blivit omtalad som Engelska villan.
Bergvik och Ala AB ansökte i juli 1980 om tillstånd att riva villan. Bolaget ansåg att kostnaderna för att renovera villan var för stora för att motivera ett bevarande. Detta orsakade en långdragen strid mellan å ena sidan bolaget och Åre kommun, Länsstyrelsen och Riksantikvarieämbetet å den andra. Genom beslut av Länsstyrelsen den 23 mars 1983 förklarades dock villan vara ett byggnadsminne. Riksantikvarieämbetet yttrade sig i samband med detta beslut: "Såsom ett av de viktigare monumenten över tidig turism och med en belägenhet som gör dess ställning egenartad anser ämbetet att det är angeläget att den välbevarade villan bevaras."
Som en konsekvens av detta köpte den 11 mars 1983 advokat Bengt Selander Engelska Villan från Bergvik och Ala AB för 100 000 kronor. Selanders främsta intresse var dock att avstycka villans fiskerättigheter och flytta dessa till en av sina egna närbelägna fastigheter. Han sålde därefter villan.
Den 18 april 1994 köpte familjen Hilmarsson fastigheten. Hilmarssons genomförde, med stöd av Länsstyrelsen, en varsam renovering av villans matsal, salong och så kallade study. Likaså iordningställdes ett påkostat badrum på övervåningen.
I samband med en gräsbrand, som medförde att villans båthus, garage och isbod brann upp 1999, överfördes som kompensation cirka 2 000 m² mark från fastigheten Bodsjön 1:1 till villan, som då fick en tomt om sammanlagt cirka 12 000 m².
Efter att de nuvarande ägarna förvärvat fastigheten har ett omfattande renoveringsarbete genomförts som bland annat omfattat uppriktning av villans stomme, nytt tak, nytt värmesystem, dränering, renovering av tornrum, renovering av villans kakelugnar och rökkanaler, nytt kök och en allmän ytskiktsrenovering. Under 2020–2021 har arbete påbörjats med att återställa villans trädgård till ursprungligt skick liksom att återuppföra en del av de byggnader som förstördes i gräsbranden 1999.